# Edicha Ocholi
Edicha Abel Ocholi (* 10. Mai 1979) ist ein nigerianischer Badmintonspieler. 

## Karriere
Edicha Ocholi wurde 2002 Dritter bei der Afrikameisterschaft. Bei den Afrikaspielen des Folgejahres gewann er Gold. 2007 siegte er bei den Kenya International, 2010 wurde er Zweiter bei der Afrikameisterschaft.

## Sportliche Erfolge
| Saison | Veranstaltung       | Disziplin    | Platz | Name                            |
| ------ | ------------------- | ------------ | ----- | ------------------------------- |
| 2002   | Afrikameisterschaft | Herrendoppel | 3     | Edicha Ocholi / Ola Fagbemi     |
| 2003   | Afrikaspiele        | Herreneinzel | 1     | Edicha Ocholi                   |
| 2007   | Kenya International | Herrendoppel | 1     | Abraham Otagada / Edicha Ocholi |
| 2010   | Afrikameisterschaft | Herrendoppel | 2     | Ibrahim Adamu / Edicha Ocholi   |